# 林峰海
林峰海（1962年6月26日—），男，汉族，山东栖霞人，中华人民共和国政治人物。山东农业大学农业经济系农业经济管理专业毕业，农学学士学位。第十二届全国人民代表大会山东地区代表。

## 生平
早年毕业于山东农学院农业经济管理专业。1984年7月参加工作。1985年7月加入中国共产党。2006年11月任聊城市人民政府市长。2008年当选为第十一届全国人大代表。2013年，担任全国人大代表。2013年3月任中共聊城市委书记，2015年2月任中共临沂市委书记兼市委党校校长。2017年6月，任中共山东省委常委、政法委书记。
2022年1月，当选为山东省政协副主席。